# Lamlheu
Lamlheu is een bestuurslaag in het regentschap Aceh Besar van de provincie Atjeh, Indonesië. Lamlheu telt 480 inwoners (volkstelling 2010).